# Fireman-Gletscher
Der Fireman-Gletscher ist ein Gletscher im ostantarktischen Viktorialand. Im westlichen Teil der Quartermain Mountains fließt er in nordwestlicher Richtung zum Cassidy-Gletscher.
Das Advisory Committee on Antarctic Names benannte ihn 1992 nach dem US-amerikanischen Physiker Edward Leonard Fireman (1922–1990) vom Smithsonian Astrophysical Observatory, der ab 1979 an Untersuchungen zur Altersbestimmung und Zusammensetzung antarktischer Meteoriten und Eisbohrkerne auf der Byrd-Station beteiligt war.